# Valter Bohinec
Valter Bohinec [Valter Bohinec], slovenski bibliotekar, geograf, speleolog, kartograf in strokovni pisec, * 23. maj 1898, Volosko, † 18. maj 1984, Ljubljana.
Valter Bohinec se je slovenskim staršem rodil 23. maja 1898 v Voloskem pri Opatiji. Bil je eden od nosilcev raziskovanja krasa med obema vojnama na Slovenskem, katerega delovanje je bilo pomembno za obnovitev in delovanje jamarske organizacije po drugi svetovni vojni in ki je v svojem času veliko pripomogel k mednarodnemu uveljavljanju slovenskega krasoslovja. Bil pa je tudi bibliotekar in je pomembno pripomogel k uveljavljanju knjižničarskega izobraževanja v katerem je tudi aktivno sodeloval. Umrl je 18. maja 1984 v Ljubljani.

## Šolanje
Po maturi na klasični gimnaziji v Ljubljani je študiral na Dunaju, v Neaplju, v Zagrebu in promoviral na univerzi v Ljubljani leta 1921 z disertacijo Vertikalno premikanje prebivalstva v južnem pritočju Drave od Toblaškega polja do Dravograda v letih 1880 - 1910. Zatem se je eno leto izpopolnjeval pri A. Hettnerju v Heidelbergu. 

## Delo
Službeno pot je začel kot asistent v Geografskem inštitutu ljubljanske univerze (do 1926), nato pa med leti 1927 in 1939 delal v šolstvu in poučeval na tretji oziroma prvi gimnaziji v Ljubljani. Nekaj časa (1939-42) je bil privatni docent za regionalno geografijo na univerzi v Ljubljani. 
Leta 1939 se je zaposlil v Narodni in univerzitetni knjižnici, kjer je delal do upokojitve konec leta 1965 kot bibliotekar oziroma višji znanstveni sodelavec. Tu je ostal še dve leti, dokler ni leta 1967 postal zunanji znanstveni sodelavec Inštituta za geografijo SAZU. Bibliotekarski stroki je ostal Bohinec zvest kar osemindvajset let. Delal je v univerzitetni knjižnici, ko je bila ta še v prostorih poljanske gimnazije, in že leta 1939 opravil državni strokovni izpit za bibliotekarja. Dolga leta je bil vodja kartografskega in slikovnega oddelka in vzgojitelj številnih knjižničarskih delavcev. Na obeh področjih, kjer je prišlo do veljave njegovo obsežno in temeljito strokovno znanje, je opravil pravo pionirsko delo. Ustanovil je kartografski in slikovni oddelek, ki ga je predvidevala že uredba Narodne vlade Slovenije o Narodni in univerzitetni knjižnici iz leta 1945, a je bil zaradi pomankanja prostora odprt šele leta 1948. Valter Bohinec je povečeval že obstoječo zbirko z gradivom, ki ga je zbiral iz Federalnega zbirnega centra in raznih zapuščin, z nakupi in dotokom dolžnostnih izvodov. Tako je zbiral in obdeloval ne le zemljevide in atlase, temveč tudi številne slike znamenitih osebnosti, pokrajinske in umetniške razglednice, ekslibrise, grbe, grafike in drugo pomembnejše slikovno gradivo. Kot izredno razgledan znanstvenik je razvil oddelek na raven podobnih zbirk v evropskih knjižnicah. Njegova široka razgledanost in podrobno poznavanje knjižne zaloge naše največje knjižnice sta mu omogočala, da je z nasveti pomagal mnogim strokovnjakom, ki so črpali njeno bogastvo. Bil je vedno pripravljen pomagati vsakomur pri študiju in znanstvenem delu in je bil v pravem pomenu besede sodobni bibliotekar informator. Poleg tega je Bohinec skrbel tudi za usposabljanje knjižničarskih kadrov in je predaval na bibliotekarskih tečajih že od njihovega začetka. Za tečajnike je napisal izredno zanimiva skripta o zgodovini knjig, knjižnic in tiska. Njegova predavanja so bila prijetno privlačna in nazorna. Sodeloval je tudi v izpitni komisiji za priznavanje bibliotekarskih nazivov, v strokovnem kolegiju knjižnice, v nabavni komisiji knjižnice. Po smrti Mirka Rupla je nekaj časa nadomeščal ravnatelja zavoda. Pripravljal in urejal je razne razstave, na primer leta 1954 razstavo Kartografska podoba slovenskega ozemlja v zgodovinskem razvoju, ki je bila v okviru drugega Ljubljanskega festivala v NUK, in leta 1957 ravno tako v okviru petega Ljubljanskega festivala skupaj z Društvom za raziskovanje jam Slovenije razstavo Slovenski podzemeljski svet. V oddelku je več let zaporedoma organiziral manjše razstave zemljevidov in predaval o razvoju kartografije. 
Valter Bohinec na kartografskem področju ni deloval samo kot bibliotekar, ampak predvsem kot soavtor številnih kart. Njegovo delo je bilo za razvoj slovenske sodobne kartografije izredno pomembno. Na področju geografije je bil Bohinec nad 55 let vsestransko delaven. Bil je med glavnimi pobudniki ustanovitve Geografskega društva (1922) in izdajanja slovenskega geografskega glasila. Prvi zvezek Geografaskega vestnika je izšel leta 1925 in Bohinec, ki je bil njegov odgovorni izdajatelj in urednik (do 1927), je napisal uvodno razpravo o dotedanjem razvoju geografije pri Slovencih. V nadaljnjih letih je Bohinec opravil veliko delo za popularizacijo geografije ne le s pisanjem znanstvenih oziroma strokovnih razprav in ocen, poljudnoznanstvenih spisov, učbenikov in prevodov ter že omenjenih zemljevidov in atlasov, marveč tudi s številnimi predavanji za širši krog poslušalcev in po raznih društvih tako doma kot v tujini. Udeležil se je prvega kongresa slovanskih geografov v Pragi leta 1924 in številnih domačih in mednarodnih geografskih kongresov, na katerih je večkrat sodeloval z referati. Bibliografija njegovih del obsega več sto naslovov. Od leta 1954 do 1962 je bil predsednik Društva za raziskovanje jam Slovenije. Izvoljen je bil tudi za prvega predsednika Speleološke zveze Jugoslavije, sodeloval na prvem speleološkem kongresu v Postojni leta 1954 in na nadaljnjih kongresih z referati ali predavanji. Opravljal je odgovorno nalogo generalnega sekretarja na četrtem mednarodnem kongresu v Jugoslaviji leta 1965. 
Doma in v tujini priznanega strokovnjaka je že leta 1956 Avstrijsko geografsko združenje imenovalo za dopisnega člana, Društvo za raziskovanje jam Slovenije za častnega predsednika 1968. leta, Geografsko društvo Slovenije ga je istega leta izvolilo za častnega člana, Prirodoslovno društvo Slovenije pa leta 1972. Turistična zveza Slovenije mu je leta 1955 podelila zlati turistični znak. Leta 1968 je bil odlikovan z redom dela z rdečo zastavo, leta 1975 pa z redom zaslug za narod s srebrnimi žarki. Priznanje za neutrudno in požrtvovalno strokovno delo na področju knjižničarstva so mu podelili tudi bibliotekarji. Društvo bibliotekarjev Slovenije mu je leta 1967 podelilo Čopovo diplomo, diplomo pa mu je podelila leta 1974 tudi Zveza društev bibliotekarjev Jugoslavije.

## Objave, pomembna dela
Ker takrat še niso imeli strokovnih napotkov za obdelavo zemljevidov in podobnega gradiva, je napisal Navodila za katalogizacijo zemljevidov in atlasov (Ljubljana 1953) in pravila Katalogizacija kartografskega gradiva( Knjižnica 1966). 
Že leta 1929 je priredil stenski politični zemljevid Evrope, dve leti pozneje stenski zemljevid Dravske banovine, ki se odlikuje po plastični podobi pokrajine in po pravilnem imenoslovju. Zagrebški geograf M.Šenoa ga je pritegnil kot sodelavca k prirejanju Kocenovega šolskega atlasa in tako je že pred vojno sodeloval pri izdajah geografskih atlasov in zemljevidov celin (Evropa, Severna Amerika, Južna Amerika, Avstralija, Afrika), tako pa je zapisano Bohinčevo ime na raznovrstnih izdajah šolskih atlasov, stenskih in ročnih zemljevidov. Po osamosvojitvi je v času največjega pomanjkanja kartografskih učnih pripomočkov s sodelavci pripravil stenske in ročne zemljevide Jugoslavije in Slovenije. Ročni zemljevid Jugoslavije 1 :1,500.000 je od leta 1948 izhajal v številnih izdajah v slovenščini, hrvaščini,srbščini ali makedonščini in so ga uporabljali v šolah po vsej državi. Stenski zemljevid Jugoslavije 1 : 500.000 je bil tiskan od leta 1949 do 1972 kar v devetnajstih izdajah. Ravno tako je izšel v več izdajah stenski zemljevid Slovenije 1:150.000. Popravljene izdaje ročnih šolskih zemljevidov še vedno tiska DZS, ki skupaj s TLOS Učila Zagreb še sedaj zalaga osnovne in srednje šole z atlasi, katerih sourednik je bil Bohinec. Nadalje je sodeloval pri izdelavi planinskih kart Kamniških Alp s Karavankami in Julijskih Alp 1:75.000. v založbi Planinske zveze Slovenije. Veliko vrzel je izpolnil z zelo lepim in popolnim turističnim zemljevidom Slovenija in sosednje pokrajine 1:300.000, ki ga je izdal Komite za turizem in gostinstvo pri vladi LRS  leta 1952. 
Ime Valterja Bohinca zasledimo tudi na prometnih zemljevidih. Tako je izšla avtokarta Jugoslavije 1:800.000 v številnih vzporednih izdajah za razna podjetja. Kot soavtor je pripravil turistično prometni zemljevid Ljubljane 1:10.000. V sedanjem času pa je najbolj poznana in razširjena Turistična avtokarta Slovenije z Istro in Hrvatskim Primorjem 1:300.000, ki jo uporablja skoraj vsak avtomobilist in jo v velikih nakladah izdaja Avto - moto zveza Slovenije. V Geografskem vestniku je objavljal razne znanstvene razprave, med drugim o ljubljanski mestni aglomeraciji, o morfologiji rateške pokrajine, o postglacialnem Korenškem jezeru idr., za Slovensko šolsko matico je pripravil prvo knjigo Geografija sodobne Evrope (Ljubljana 1934), za poljudnoznanstveno knjižnico Svet pa knjigo Nil in dežela Egipčanov (Ljubljana 1944). Sodeloval je pri zborniku Julijska Krajina, pri knjigi Naše morje (1933), pri Spominskem zborniku Slovenije, pri Primorski enciklopediji, pri Slovenskem biografskem leksikonu. Pisal je strokovne in poljudne članke tudi v druge geografske časopise med drugim v Glasnik geografskog društva (Beograd), Hrvatski geografski glasnik (Zagreb), v Glasnik Muzejskega društva za Slovenijo, Proteus, Planinski vestnik, v Etnologa, Slovenskega etnografa, Mentorja, Mladiko, Naše razglede, v slovenski dnevni tisk ter v praške Slawische Rundschau in Prager Presse.   